# Малушка
Ма́лушка — село в Україні, у РІвненському районі Рівненської області. Населення становить 806 осіб

## Герб
Щит скошений ліворучб у верхньому зеленому полі стоїть золота косуля з повернутою назад головою, у нижньому срібному - скошена ліворуч зелена гілка чорниці з чорними плодами. Зображені символи вказують на природні багатства та щедрість місцевої флори і фауни.

## Історія

### Довоєнний період
Історія села Малушка міститься на кількох сторінках. Село це, у порівнянні з сусідніми, надзвичайно молоде.
В 1906 році пан Малинський, якому належало 40 квадратів лісу (в тому числі і територія нинішньої Малушки) продав його купцю і гільдії Гіллеру. Цей власник зайнявся вирубкою та вивезенням лісу в Німеччину, Францію, Англію. До 1930 року територія була очищена: покопані канави, зроблені дороги (ґрунтові), поміряні парцелі (окремі ділянки землі). Поляки брали ці землі під проценти в банку і вже потім розраховувались з банком. Першими жителями були такі поляки: Доманський Болеслав, Мазурік Станіслав, Рембиш Юзеф, Малець Андрій, Шумович Сергій, Жарчінський Мартін, Рембиш Василь, Потеровський Іван, Макроцький Юзеф. Поселилися вони в 1930 році. Вже в 1933 році поступово почали заселятись хутори. Родини почали переїжджати люди з села Любиковичі Сарненського району на територію нинішнього села. Переїжджали сюди люди тому, що тут була дешева земля. Територія була болотиста, поросла чагарниками. Переселенцям приходилось вручну виробляти землі. До 1935 року існували такі хутори як: Гаївка, Бродок, Островок, Килавець. В 1935 році хутори були об'єднані в село, яке стало називатися Малушка. Назвали його так тому, що воно маленьке. На той час було 45 хат.

### Післявоєнний період
В 1946 році, як говорять старожили, між поляками і УПА була розв'язана холодна війна і поляки були вимушені вибратися з хуторів.
Протягом 1945—1949 рр. Багато людей було вивезено до Сибіру як ворогів народу. Доля багатьох з них невідома і сьогодні.
В 1946 році населення села знову стало зростати. Сюди переїжджають люди з сіл Богуші, Тишиця, Орлівка.
Колгосп було організовано в 1949 році. Першим головою колгоспу був житель села Трофимчук Іван Корнійович. Зав. Фермою був Мартинов Адам Іванович. В колгоспі вирощували свиней, телят, були коні та корови. В цьому ж році були збудовані стайні для телят і корів, свинарник і конюшня. З початку заснування колгоспу і до виходу на пенсію пропрацювала в колгоспі Шумович Ганна, Царук Єлизавета Прокопівна, Мороз Марія Яківна.
В 1951 році колгосп, як не перспективний, був приєднаний до Малинська.
З 1961 року до 1994 року колгоспна бригада входила до колгоспу «Перемога» села Тишиця.
Першу школу було відкрито у 1936 році в хаті поляка Савіцького, де вчитель був із Варшави. Навчання було на польській мові. Через рік школу перенесли в хату іншого поляка Кухарського. В роки війни школи не було, її закрили.
В повоєнний час у 1946 році було відкрито україномовну школу в хаті Христі… Вчителькою була Марія Ничипорівна, яка пропрацювала тут два роки і була засуджена.
В 1948 році в жилому будинку Усача Ф., якого виселяли в Сибір, було відкрито школу знову. На той час це була простора школа з чотирма кімнатами. В ній навчалося в середньому 40 дітей. Навчали дітей в класах — комплектах дві вчительки.
35 років безмінно на посаді вчителя і директора школи пропрацювала Зіна Іванівна Бойчук.
В 1937 році у хаті поляка Кухарського відкрито магазин. Пізніше його перенесли в жилі будинки Паньковця Р. Л., Трофимчука К. П., Сохацького. Лише в 1964 році було збудовано приміщення для магазину, який працює в селі й донині.
Медпункт також був розміщений в жилих будинках Трофимчука Г. К., Попача Г. Ф. А лише у 1968 році було збудовано приміщення для Медпункту.
В 1952 році у пристосованому приміщенні відкрито клуб, де демонструвалися кінофільми.
У 1967 році в селі з'явилась новобудова. Це — лісництво. Першим лісничим якого був Пінчук О. П. Пінчук О. П. пропрацював лісничим 25 років, Заслужений працівник лісового господарства. Сьогодні лісництво стало окрасою, гордістю і славою села.
В 1969 році у жилому будинку Трофимчука П. було відкрито бібліотеку з фондом 200 книг.
До 2005 року школа знаходилась у старому аварійному приміщенні. На 1 вересня 2005 року у селі відкрилась нова школа з просторими світлими класами, новими меблями, комп'ютерним класом, майстернею.
У цьому ж 2005 році до села було підведено газ.
Село розміщене в царстві природи. Ліс дарує людям свої плоди. Ростуть новобудови. Населення постійно зростає.

## Населення
За переписом населення 2001 року в селі мешкало 688 осіб.

### Мова
Розподіл населення за рідною мовою за даними перепису 2001 року:
| Мова       | Відсоток |
| ---------- | -------- |
| українська | 99,71 %  |
| польська   | 0,14 %   |
| російська  | 0,14 %   |

## Освіта

### Історія школи
Школа завжди була, є і завжди буде головним осередком освіти на селі. Саме село Малушка засноване у 1935 році, коли ця територія належала Польщі. І першу школу в селі було відкрито в хаті поляка Савицького у 1936 році. Навчання велося польською мовою. Через рік, у 1937 році, навчання перенесли в хату поляка Кухарського.
У роки німецько-радянської війни навчання у селі було припинено через те, що школу було закрито.
В повоєнний період, у 1946 році, навчання знову відновилось. Школу відкрили у хаті баби Христі. Навчали дітей уже українською мовою. Першою вчителькою була Марія Ничипорівна, яка пропрацювала 2 роки і з невідомих причин була засуджена.
У 1948 році навчання відбувалися в іншій школі — в жилому будинку Федора Усача, якого згодом виселили в Сибір. На той час це була простора школа з трьома класними кімнатами і учительською. В школі навчалося в середньому 40 дітей. Навчали дітей в класах — комплектах дві вчительки. Це була типова початкова школа. Далі навчання діти продовжували у Малинській середній школі. За цей період існування школи вчителі дуже часто змінювались.
У 1955 році завідувачкою Малушківської початкової школи було призначено Бойчук Зінаїду Іванівну, яка майже 30 років беззмінно пропрацювала на цій посаді. Разом з нею навчали і виховували дітей багато інших вчителів.
З 1960 по 1064 роки при Малушківській початковій школі функціонувала «вечірня» школа для тих людей, які раніше не змогли здобути повну семирічну освіту.
Починаючи з 1984 року керівництво школою очолила колишня учениця цієї школи Паньковець Надія Сергіївна.
Після реформи в освіті трирічна початкова школа стала чотирирічною. Класів — комплектів на той час вже не було. Село розбудовувалось, населення зростало і дітей у школу приходило все більше. Старенька будівля школи, яка часто ремонтувалась, ставала все тіснішою і аварійнішою. Тоді постала гостра проблема будівництва нової школи. Через брак коштів будівництво школи так і не розпочалося. У 1997 році стару школу, вважаючи її аварійною, закрили. Навчання дітей перенесли в сільський клуб, обладнавши там дві класні кімнати. В даній школі навчалося в середньому 70 учнів. Навчання проводилося у дві зміни. У 2002 році директором школи було призначено Тарасюк Віру Петрівну.
У серпні 2004 року завдяки сприянню тоді Народного депутата Верховної Ради України Миколи Харитоновича Шершуна відбулося урочисте закладання фундаменту нової Малушківської загальноосвітньої школи І — ІІ ступенів. На будівництво школи з державного бюджету виділили 3,3 млн гривень, яких вистачило на головний корпус двожповерхової школи. 18 січня 2005 року директором школи було призначено Ткача Олександра Миколайовича. А 1 вересня 2005 року відкриття Малушківської загальноосвітньої школи І — ІІ ступенів. На даний час на завершення будівництва школи потрібні ще кошти на зведення другого корпусу, у якому будуть розміщенні їдальня та спортзал.
В 2011 році Малушківську загальноосвітню школу І — ІІ ступенів реорганізовано в Малушківську загальноосвітню школу І — ІІІ ступенів. В школі навчається до 200 дітей.

### Гімн школи
Слова: В.Марійчик Музика: О Жилінський
Школа наша найрідніша
Нас веде в країну знань.
Найрідніша, наймиліша.
Нам порадником ти стань.
Нас дзвінок шкільний гукає, До науки кличе.
Вчитель мудрості навчає, у класі сонце, радість, сміх.
Школа наша єдина, Як велика родина, Твоїх дочку і сина
Знає хай Україна!
Будем старанно навчатись –
Станем справжніми людьми.
Нами завжди будуть пишатись
Друзі, вчителі й батьки.
Пройдуть дні, залишим школу –
Нас покличе в путь життя.
Та повернемося знову –
Школа крила нам дала!

## Культура

### Бібліотека
1955 року по 1969 рік обслуговувалося книгою населення села Малушка нестаціонарною формою роботи. Лише в 1969 році в кімнаті житлового будинку Трофимчука Петра Івановича було відкрито бібліотеку з фондом 200 книг. Було 100 читачів. З інвентару був стіл, стілець і два стелажі. Першою завідуючою бібліотеки була Удодік Ніна Омелянівна, яка в 1967 році після закінчення Дубнівського культурно — освітнього училища прийшла працювати в село завідувачкою клубу. Тому з відкриттям бібліотеки у 1969 році стала її завідувачкою.

В 1970 році було збудовано клуб. Бібліотеку перенесли в клубне приміщення Фонд тоді становив 1000 книг. Бібліотека постійно поповнювалася з обмінно — резервного фонду. Ніна Омелянівна працювала в бібліотеці села до 1973 року. На той час фонд становив 7000 примірників, було чотири двохсторонні стелажі.
З 1973 по 1978 рік завідувачкою бібліотеки була Яковець Євгенія Михайлівна. З 1978 по 1979 рік в бібліотеці працювала Антонюк Ніна Охрімівна. В 1979 році бібліотеку прийняла Селезень Галина Петрівна і пропрацювала тут до 1984 року. Всі ці працівники були не спеціалістами бібліотечної справи.
В 1984 році завідувачкою бібліотеки стала Сулім Марія Сергіївна. В цей час бібліотека розміщена в просторій кімнаті площею 50 квадратних метрів. Фонд бібліотеки, який нараховував 5000 примірників, розміщений на 16 стелажах. В бібліотеці є всі умови почитати книги і періодичні видання: 4 столи і 12 стільців. До послуг читачів телевізор, програвач, магнітофон, фільмоскоп. Бібліотека обслуговує 500 читачів. При бібліотеці почав працювати дитячий клуб за інтересом «Колосок».
З 2005 року бібліотека знаходиться у приміщенні школи. Приміщення бібліотеки має площу 50 м2, нові стелажі та меблі.
У 2013 році, завдяки програми «Бібліоміст», бібліотека виграла 6 комп'ютерів з підключенням до мережі Інтернет, принтер і сканер.
У серпні 2013 року завідувачкою бібліотеки працює Ковалевич Олена Петрівна. Сулім Марія Сергіївна пішла на заслужений відпочинок, пропрацювавши бібліотекарем майже 30 років.

## Економіка
На даний час в селі працюють: Малушське лісництво, медпункт, магазин райСТ, 2 приватні продуктові магазини, школа. Село газифіковане.

## Транспорт
Через село проходить автошлях регіонального значення.